# Germiniano Esorto
Germiniano Esorto (* 9. Juni 1897 in Laprida, Argentinien; † 18. Oktober 1978 in Quilmes, Argentinien) war ein argentinischer katholischer Geistlicher.

## Leben
Esorto empfing am 20. Dezember 1924 die Priesterweihe für das Erzbistum La Plata.
Papst Pius XII. ernannte ihn am 23. August 1943 zum Titularbischof von Birtha und Weihbischof in La Plata. Juan Pascual Chimento, Erzbischof von La Plata, weihte ihn am 31. Oktober 1943 zum Bischof. Mitkonsekratoren waren Zenobio Lorenzo Guilland, Erzbischof von Parnaná, und Anunciado Serafini, Bischof von Mercedes. Am 29. Juni desselben Jahres wurde er feierlich ins Amt eingeführt. Am 2. November 1946 wurde er zum Bischof von Bahía Blanca. Am 15. März 1947 wurde er feierlich inthronisiert. Am 11. Februar 1957 trat sein Bistum verschiedene Gebiete zur Gründung der Bistümer Mar del Plata und Santa Rosa ab. Am 13. März 1957 wurde es zum Erzbistum erhoben und Esorto wurde erster Erzbischof.
Am Zweiten Vatikanischen Konzil nahm Esorto an allen vier Sitzungsperioden als Konzilsvater teil.
Am 31. Mai 1972 nahm Papst Paul VI. seinen Rücktritt an.